# Замятлино (Смоленская область)
Замятлино — деревня в Смоленском районе Смоленской области России. Входит в состав Кощинского сельского поселения. Население — 26 жителей (2007 год). 
Расположена в западной части области в 17 км к юго-востоку от Смоленска, в 0,1 км восточнее автодороги А141 Орёл — Витебск. В 9 км восточнее деревни расположена железнодорожная станция Рябцево на линии Смоленск — Рославль. 

## История
В годы Великой Отечественной войны деревня была оккупирована гитлеровскими войсками в июле 1941 года, освобождена в сентябре 1943 года. 